# Телефон служби порятунку

Запровадження двох схвалених ITU телефонних номерів екстрених служб у світі:
1-1-2
9-1-1

Більшість телефонних мереж загального користування мають єдиний номер телефону екстреної допомоги (іноді відомий як універсальний номер телефону екстреної допомоги, номер служби порятунку або номер служби екстреної допомоги ), який дозволяє абоненту зв’язатися з місцевою екстреною службою для отримання допомоги. Номери екстреної служби відрізняються в залежності від країни; зазвичай це тризначний номер, щоб його можна було легко запам’ятати та швидко набрати. Деякі країни мають різні екстрені номери для кожної з різних екстрених служб; вони часто відрізняються лише останньою цифрою.
У багатьох країнах набір номера 1-1-2 (використовується в Європі та частині Азії) або 9-1-1 (використовується в Північній і Південній Америці) зв’язує абонентів із екстреними службами. 
В Україні використовується чотири номери: 101 - служба порятунку МНС, 102 - поліція, 103 - "швидка допомога", 104 - аварійна газова служба.  

## Конфігурація та робота
Номер телефону екстреної служби є особливим випадком телефонного коду країни. У минулому дзвінки на екстрений номер телефону часто направлялися через спеціальні виділені лінії. Хоча з появою електронних станцій ці дзвінки тепер часто змішуються зі звичайним телефонним трафіком, вони все ще можуть отримати доступ до каналів, до яких інший трафік не може. Часто система налаштована таким чином, що коли на номер екстреного телефону надходить дзвінок, він не може залишитися без відповіді оператора. Якщо абонент відмовляється від виклику, лінія все ще може бути утримана, доки служба екстреної допомоги не відповість і не розблокує виклик.
На телефонний дзвінок екстреної служби може відповісти як телефоніст, так і диспетчер екстреної служби. Потім визначається характер надзвичайної ситуації ( поліція, пожежна служба, медична служба, берегова охорона ). Якщо телефонний оператор відповів на дзвінок, він зв’язує виклик із відповідною екстреною службою, яка потім надсилає відповідну допомогу. У разі потреби кількох послуг під час виклику необхідно визначити найбільш нагальну потребу, залучаючи інші служби за потреби.
Диспетчери екстреної допомоги навчені контролювати виклик, щоб належним чином надати допомогу; їм можуть допомогти комп’ютерні системи обробки викликів (CACH). Диспетчер екстреної служби може вважати необхідним надати термінову консультацію в ситуаціях, що загрожують життю. Деякі диспетчери пройшли спеціальну підготовку, щоб розповісти людям, як надавати першу допомогу або серцево- легеневу реанімацію .
У багатьох частинах світу екстрена служба може ідентифікувати номер телефону, з якого було здійснено дзвінок. Зазвичай це робиться за допомогою системи, яку телефонна компанія використовує для виставлення рахунків за дзвінки, що робить номер видимим навіть для користувачів, які не мають номерів у списку або блокують ідентифікатор абонента . Покращена служба екстреної допомоги та подібні системи, такі як E112, можуть визначити місцезнаходження абонентів зі стаціонарних телефонів шляхом пошуку фізичної адреси в базі даних, а абонентів із мобільних телефонів – за допомогою тріангуляції з веж або GPS на пристрої. Часто це спеціально передбачено законодавством країни про телекомунікації.

## Історія екстрених номерів телефонів

### Допомога оператора
Коли траплялася надзвичайна ситуація в епоху попереднього набору (або «ручного») телефону, користувач просто брав телефонну трубку і чекав, поки оператор відповість «номер, будь ласка?» Користувач відповідав «викличте поліцію», «Я дзвоню, щоб повідомити про пожежу» або «Мені потрібна швидка допомога/лікар». Навіть у великих містах рідко доводилося запитувати ці послуги за номером.
У невеликих містах оператори часто надавали додаткові послуги, знаючи, де в будь-який час зв’язатися з лікарями, ветеринарами, працівниками правоохоронних органів і пожежників. Часто оператор також відповідав за активацію пожежної сигналізації міста.
Коли системи ручного перемикання почали замінюватися автоматичними, або системами набору номеру, серед користувачів часто виникало занепокоєння, що дуже персоналізована служба екстреної допомоги, яку надають оператори ручного керування, буде втрачена.
Оскільки на кожній станції номери були різними, абонентам доводилося або набирати номер оператора, або шукати номер телефону. Прикладом цього був Окленд, Нова Зеландія, до запровадження "1-1-1" у 1960-х роках – у місті було 40 станцій, усі з різними номерами екстрених служб, і щоб знайти номер телефону для місцевої станції, потрібно було обшукати 500 сторінок телефонного довідника.
Цю проблему було принаймні частково вирішено в Канаді, Великобританії та США шляхом набору «0» для місцевого оператора допомоги в екстрених випадках, хоча послугу можна було отримати швидше, якщо користувач набрав повний номер поліції або пожежної служби. . Ця система залишалася практично незмінною на більшій частині Північної Америки до 1970-х років.

### Номери прямого набору

#### 999
Перша в світі система номерів екстрених служб була застосована в Лондоні 30 червня 1937 року з використанням номера 999, а згодом її було розширено на всю країну. Коли хтось набирав номер 999, лунав гучний сигнал і спалахувало червоне світло на станції, щоб привернути увагу оператора.
Номер екстреної допомоги 999 був прийнятий у Вінніпезі, Манітоба, Канада, у 1959 році за наполяганням Степана Дзюби, мера Вінніпега на той час. Місто змінило номер на 911 у 1972 році, щоб відповідати новому номеру служби екстреної допомоги в США.

#### Електромеханічні проблеми
Через імпульсний набір телефонного номеру, було приділено увагу уникненню випадкового набору номеру через випадкові перебої, використовуючи довгі послідовності імпульсів, як, наприклад, з номером екстреної служби 999 Великобританії.  Це означало, що «111» не можна було використовувати: набір «111» міг випадково відбутися, коли телефонні лінії були занадто близько одна до одної. Абонентам навіть давали інструкції, як знайти цифру «9» на циферблаті в затемнених чи задимлених приміщеннях, поставивши перший палець на «0», а другий на «9», потім видаляючи першу під час фактичного набору. Однак у наш час, коли на мобільних телефонах легко випадково набрати повторювані послідовності номерів, це викликає проблеми, оскільки мобільні телефони набиратимуть екстрений номер, коли клавіатура заблокована або навіть без SIM-карти.   Деякі люди повідомляють про випадковий набір номера 112 через перебої з різних технічних причин, у тому числі під час роботи з проводкою додаткового телефону, і вказують на це як недолік екстреного номера 112. 

#### 116
У 1946 році Southern California Telephone Co. почала використовувати номер 116 як лінію екстреної допомоги для Лос-Анджелеса, штат Каліфорнія .

#### 911
Через дизайн телефонних комутаторів центральних офісів США було непрактично використовувати британський номер екстреної допомоги 999 (як було швидко підтверджено на практиці). Замість цього було обрано код міста 911, який до того часу був неприсвоєним. «1» як друга цифра була ключовою; вона повідомляла комутаційне обладнання, що це не звичайний дзвінок. (У той час, коли друга цифра була «1» або «0», обладнання обробляло виклик як міжміський або спеціальний номер. ) Перша система екстреного телефону 911 почала використовуватися в Гейлівіллі, штат Алабама, в 1968 році. 16 лютого 1968 року спікер Палати представників штату Алабама Ренкін Файт зателефонував із мерії Хейлівіля до члена Платати представників США Тома Бевілла, у міській поліцейській дільниці. Однак система 911 не була широко поширеною до 1980-х років, аж допоки номер 911 не був прийнятий як стандартний номер у більшій частині країни відповідно до Північноамериканського плану нумерації . 

#### 101, 102, 103, 104
Номери 101, 102, 103 та 104 прийшли на заміну 01, 02, 03, 04 що використовувалися в країнах, які утворилися після розпаду Радянського союзу. В Україні в період з 2008 року було кілька спроб переходу на єдиний номер 112. З 2011 року Україна представлена в Європейській асоціації єдиних екстрених номерів. Правові принципи роботи «Служби 112» в Україні виписані в Законі «Про системи екстреної допомоги населенню за єдиним телефонним номером 112». 5 січня 2020 року було оголошено про створення пілотного проекту єдиного номеру екстреної допомоги  у місті Київ, Київській та Дніпропетровській областях. 

#### 17, 18
У Франції багато телефонних станцій були закриті вночі, але все ще можна було зробити екстрені дзвінки. Оператору довелося підключати лише екстрені виклики. У 1913 році була створена автоматична система. Було передбачено можливість викликати поліцію за номером 17 і пожежну службу за номером 18. Оскільки все більше ручних телефонних станцій було переведено на режим набору номера, все більше і більше абонентів мали доступ до цих спеціальних номерів.  Послуга не була широко поширена до 1970-х років.
Зараз Франція використовує номер 112.

#### 112

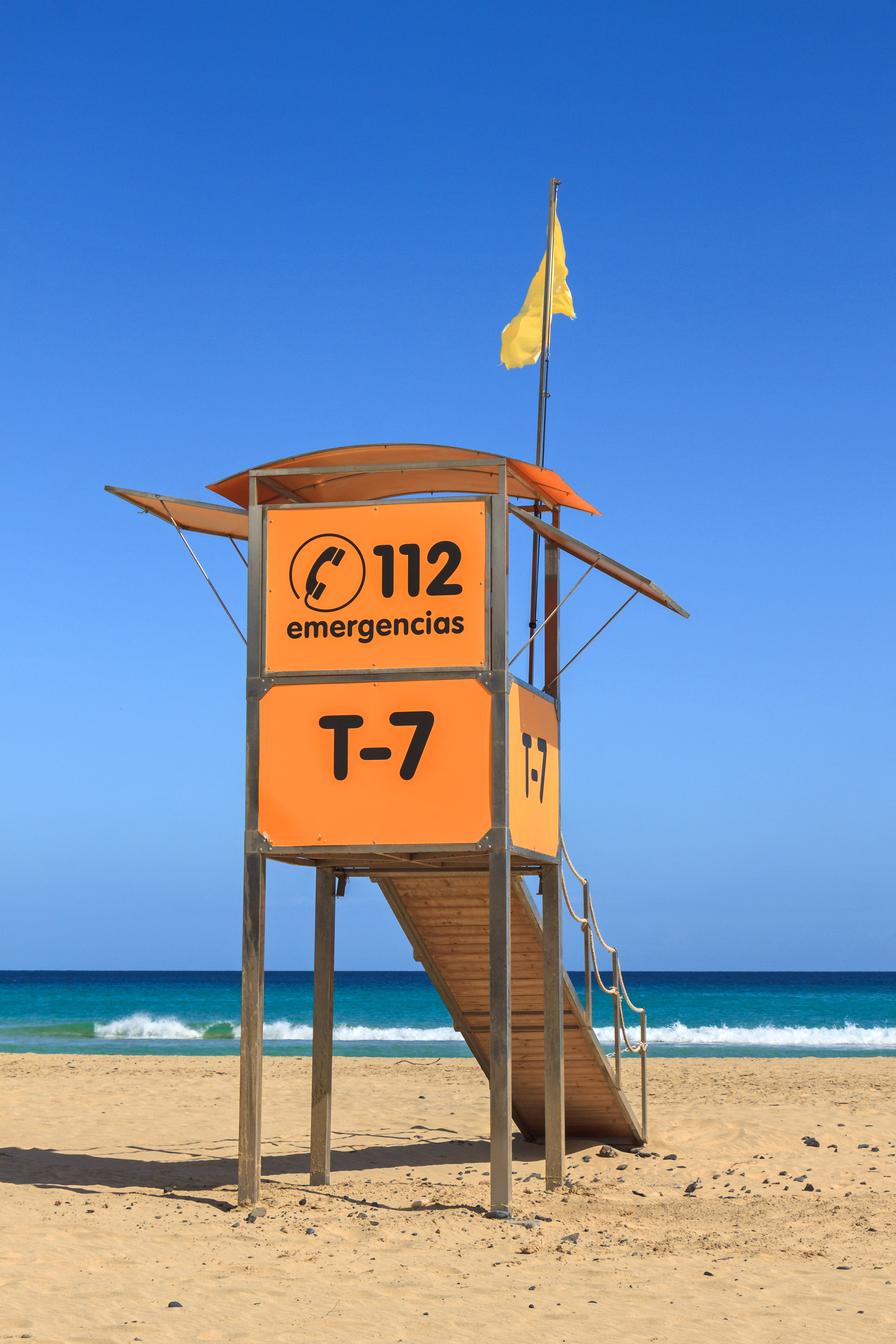
112 на рятувальній вежі в Пахарі, Іспанія

Європейська конференція поштових та телекомунікаційних адміністрацій (ЄКПТА) рекомендувала використовувати 112 у 1972 році. Згодом Європейський Союз прийняв номер 112 як стандарт 29 липня 1991 року. Тепер це дійсний номер служби екстреної допомоги в країнах ЄС та багатьох інших країнах членах ЄКПТА. Він працює паралельно з іншими місцевими номерами екстрених служб приблизно у двох третинах держав ЄС.

#### 000
До 1969 року в Австралії не було національного номера екстрених служб; поліція, пожежна служба та служба швидкої допомоги мали багато телефонних номерів, по одному для кожної місцевої одиниці. У 1961 році Головне управління пошти (PMG) запровадило номер Triple Zero (000) у великих населених пунктах і ближче до кінця 1980-х років поширило його охоплення на всю країну. Номер Triple Zero (000) було обрано з кількох причин: технічно він підходив для системи набору для найвіддаленіших автоматичних станцій, зокрема у глибинці Квінсленда. Ці громади використовували цифру 0 для вибору автоматичної магістральної лінії до центру. У найвіддаленіших громадах потрібно було використовувати два 0, щоб дістатися до головного центру; отже, набираючи 0+0, плюс ще один 0 викликав би (принаймні) оператора. На австралійських телефонах із поворотним набором номера нуль розташований так, що було легко набирати номер у темряві. У Плані телекомунікаційної нумерації 1997 року, яким також керує ACMA, визначено, що:
- основний номер екстреної служби – «000»; і
- додаткові номери служби екстреної допомоги: «106» і «112». [11]

#### Стандарт ITU: 112 або 911
Міжнародний союз електрозв’язку офіційно встановив два стандартні номери екстрених телефонів для країн, що будуть використовуватися в майбутньому. AP повідомляє, що країни-члени погодилися, що або 911, або 112 мають бути призначені як номери екстрених служб – 911 наразі використовується в Північній Америці, тоді як 112 є стандартним у ЄС та багатьох інших країнах світу.

## Дивіться також
- Перелік номерів телефонів екстрених служб
- 911
- 112
- Пожежна охорона
- Швидка медична допомога
- Поліція